# 谷田博幸
谷田 博幸（たにた ひろゆき、1954年 - ）は、西洋美術史学者、滋賀大学教授。
富山県生まれ。1978年早稲田大学文学部美術史学科卒、1985年同大学院文学研究科博士課程単位取得満期退学、早稲田大学文学部助手、1990年滋賀大学教育学部助教授、2000年教授。1987年ジャポネズリー研究学会賞受賞。

## 著書
- 『ヴィクトリア朝插絵画家列伝 ディケンズと『パンチ』誌の周辺』図書出版社 1993
- 『ロセッティ ラファエル前派を超えて』平凡社 1993
- 『極北の迷宮 北極探検とヴィクトリア朝文化』名古屋大学出版会 2000
- 『図説ヴィクトリア朝百貨事典』河出書房新社 ふくろうの本 2001
- 『唯美主義とジャパニズム』名古屋大学出版会 2004
- 『鳥居』河出書房新社 2014

### 編纂・訳
- 『ロセッティ』編 日本経済新聞社 日経ポケット・ギャラリー 1992
- 『サー・ローレンス・アルマ=タデマ』ラッセル・アッシュ 解説 トレヴィル 1993
- アンドレア・ローズ『ラファエル前派』西村書店 アート・ライブラリー 1994
- 『フレデリック・レイトン』トレヴィル 1995
- ブライアン・ジャーン,トム・ウェーバー『レゲエ・アイランド アーティスト61人からのメッセージ』平凡社 1996

## 論文
- Cinii

## 注
1. ↑  研究者情報